# Myopias emeryi
Myopias emeryi är en myrart som först beskrevs av Auguste-Henri Forel 1913.  Myopias emeryi ingår i släktet Myopias och familjen myror. Inga underarter finns listade i Catalogue of Life.

## Bildgalleri

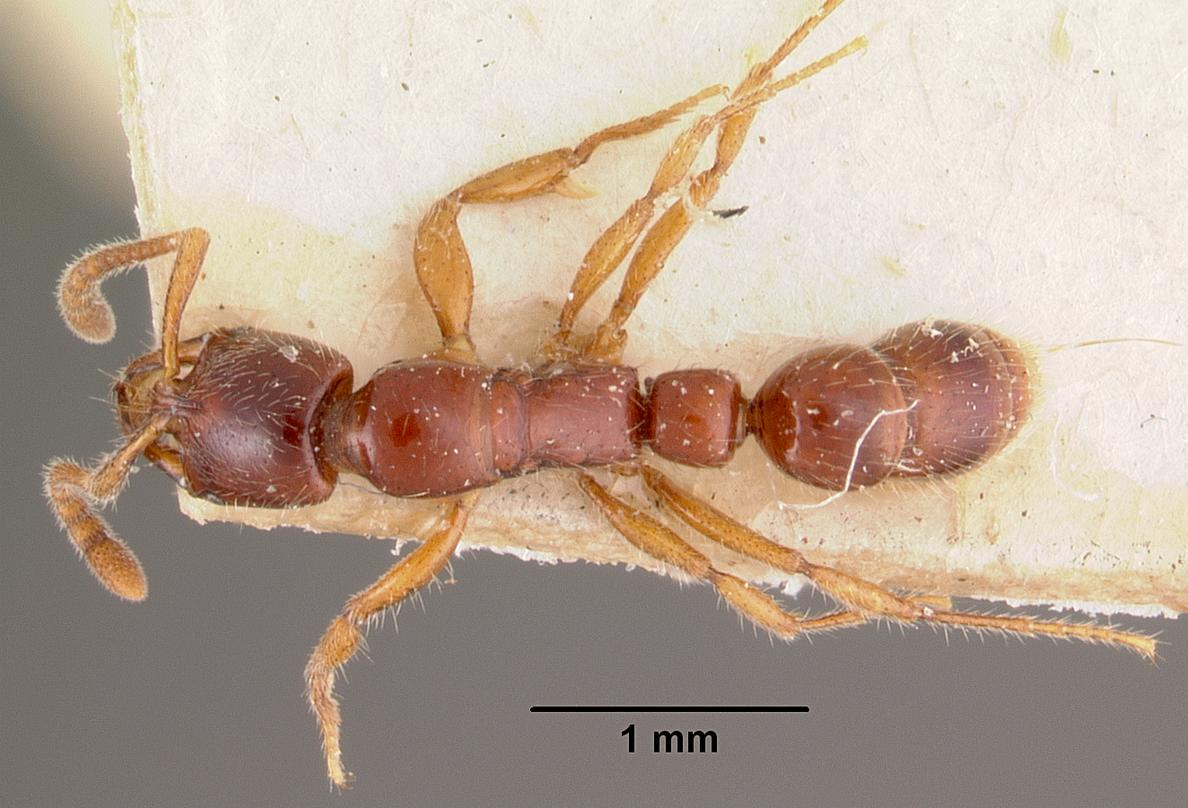
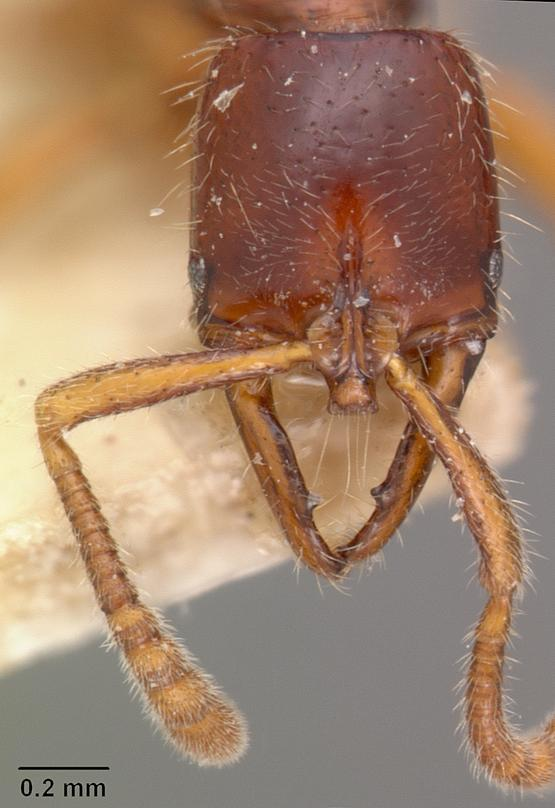
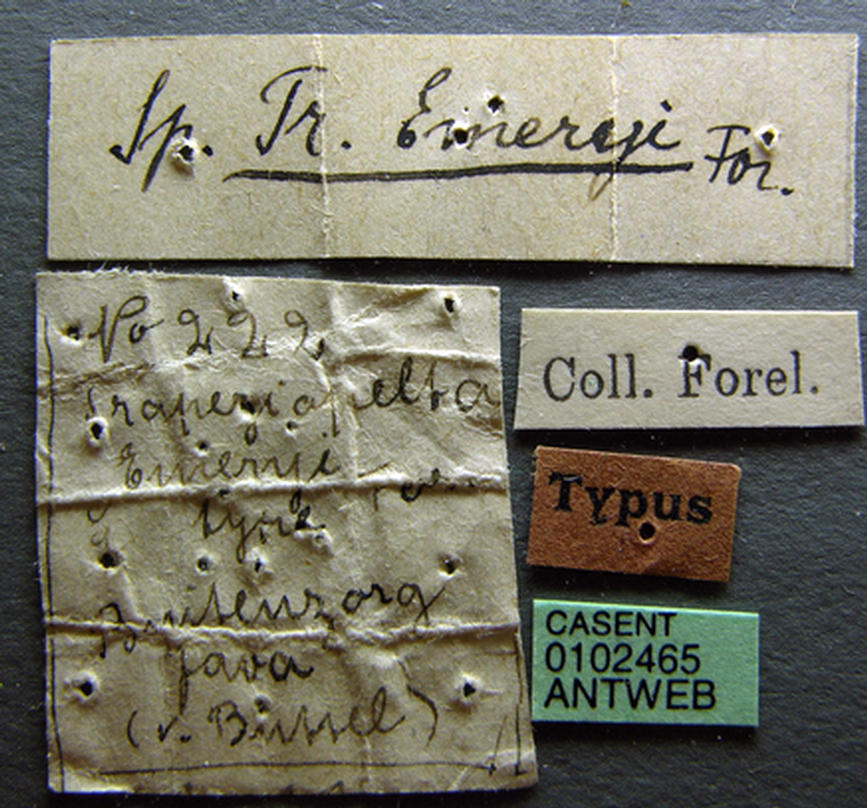
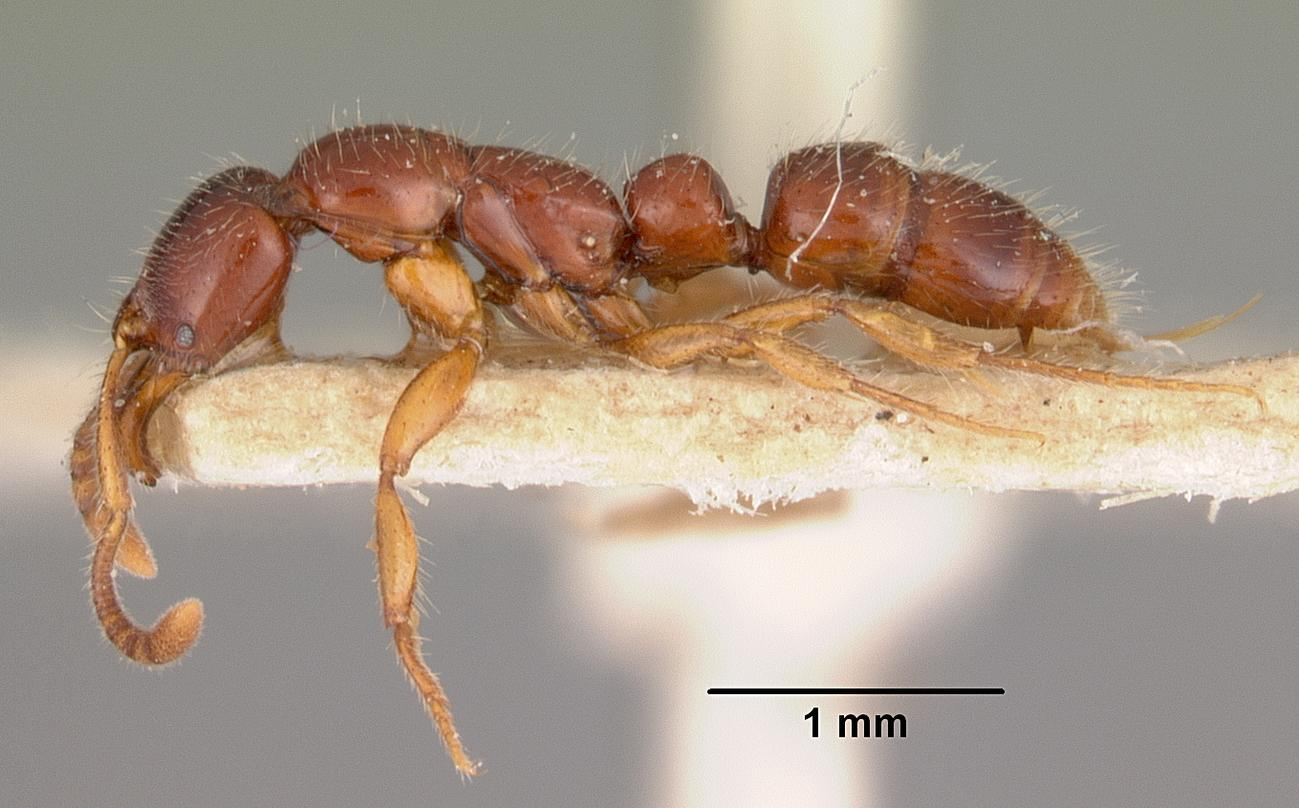
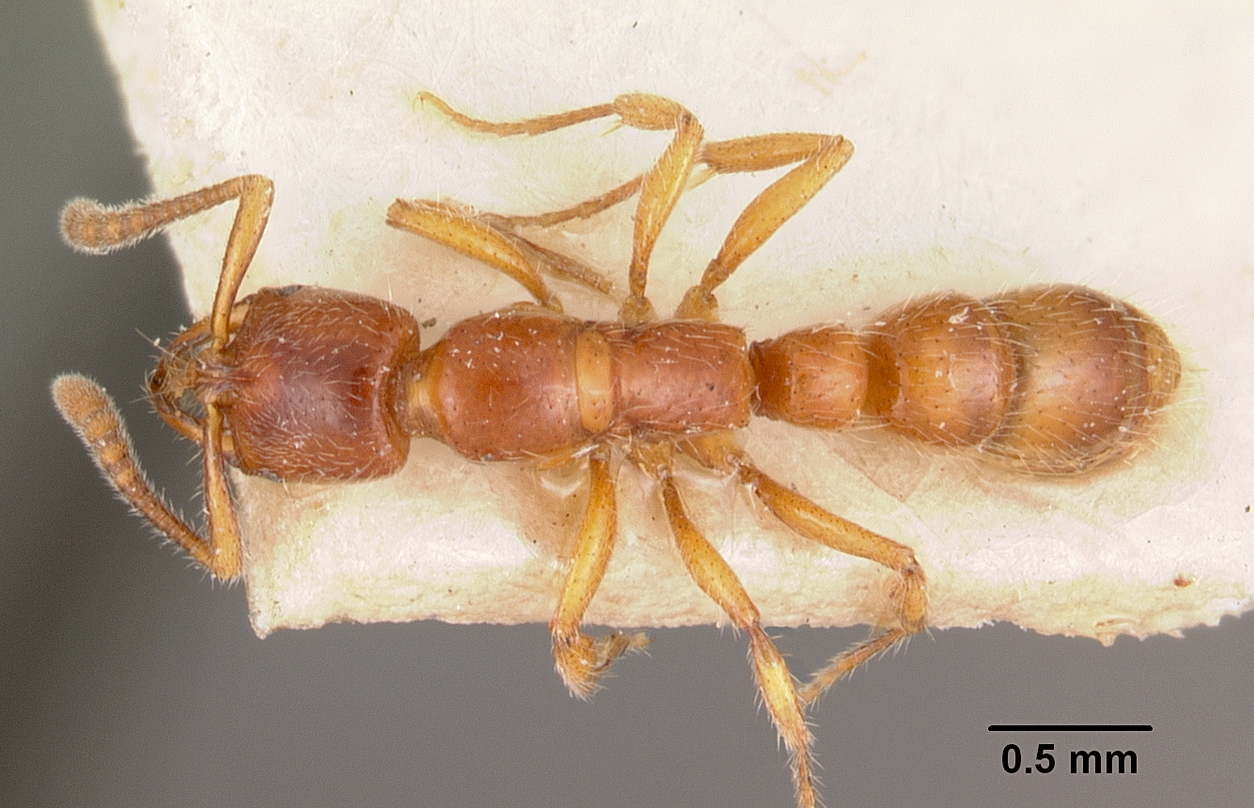
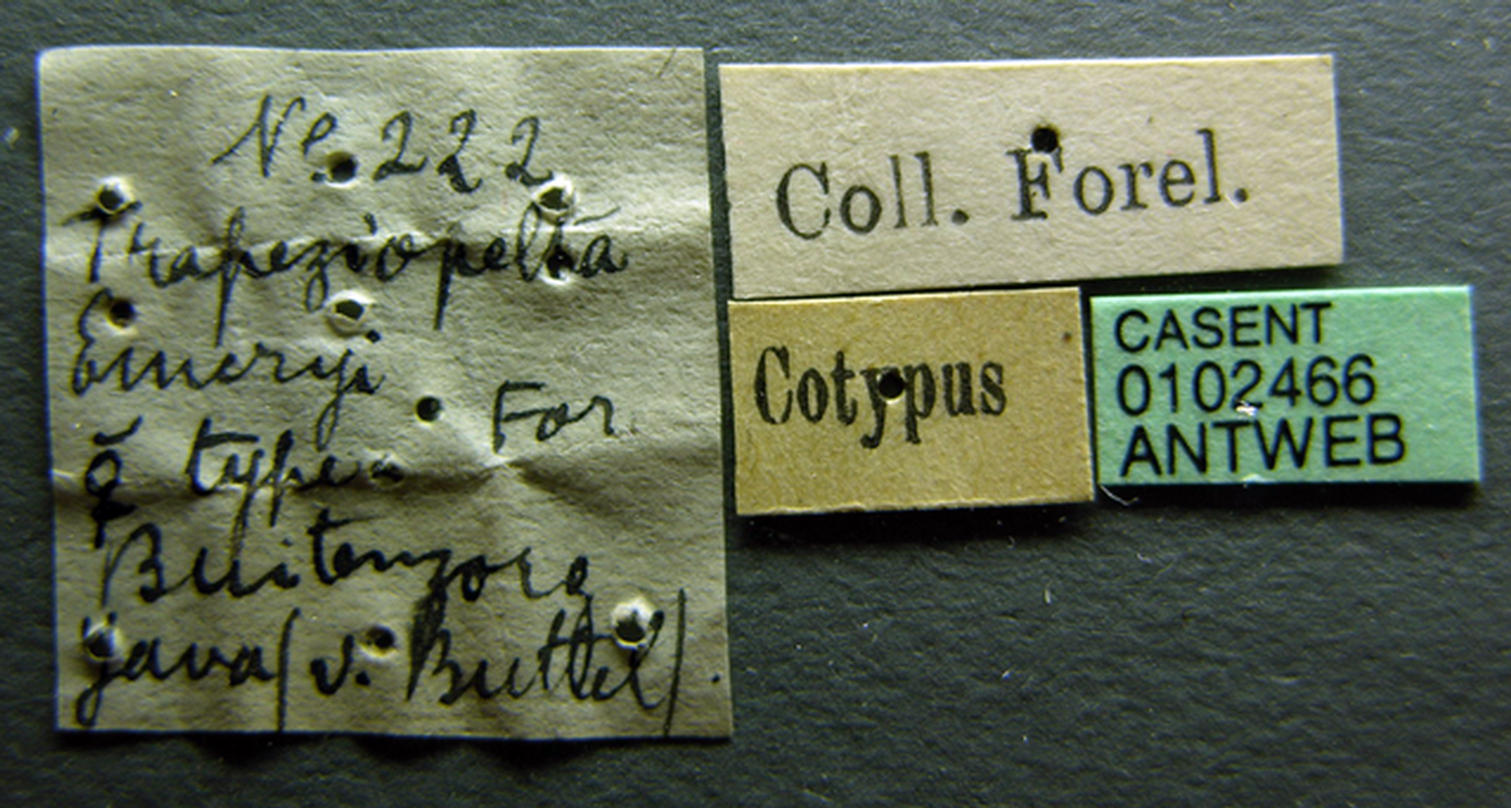